# Tecmessa elegans
Tecmessa elegans är en fjärilsart som beskrevs av William Schaus 1901. Tecmessa elegans ingår i släktet Tecmessa och familjen tandspinnare. Inga underarter finns listade i Catalogue of Life.